# 構文木
構文木（こうぶんぎ）とは、構文解析の経過や結果（またはそれら両方）を木構造で表したもの。